# Скала Юрій Васильович
Юрій Васильович Скала (рум. Iurie Scala; нар. 12 квітня 1965, Білгород-Дністровський, УРСР) — радянський, молдовський та український футболіст, півзахисник, нападник. Виступав за збірну Молдови.

## Клубна кар'єра
Був у заявці київського СКА, одеського СКА й «Чорноморця», проте дебютував вперше в «Текстильнику» з Тирасполя. Далі грав за «Ністру», «Новатор». У 1988 році повернувся в «Текстильник», проте незабаром перейшов у «Нафтовик» з Фергани. У 1990 році виступав за «Факел» і «Кяпаз», звідки перебрався в клуб «Тигина-Апоель». У 1992 році грав за тернопільську «Ниву», звідки перейшов у «Буджак». У 1994 році перейшов у російський клуб «Лада», за який у чемпіонаті Росії дебютував 9 квітня того ж року в виїзному матчі 6-го туру проти московського «Динамо». Далі грав за «Ладу» (Чернівці), «Дайнамос» (Лос-Анджелес) і «Конструкторул». Клубну кар'єру завершував у «Буковині».

## Кар'єра в збірній
З 1992 року виступав за національну збірну Молдови, в складі якої провів 7 матчів.

## Особисте життя
Брат близнюк — Олексій, також професіональний футболіст. З 2000 року вони живуть в США і тренують дитячу команду, також займаються бізнесом, пов'язаним з нерухомістю. Мають тренерської ліцензії А.